# Grabovica (Kladovo)
Grabovica (srbsky Грабовица) je vesnice ve východní části Srbska, administrativně spadající pod opštinu Kladovo. Leží nedaleko břehu veletoku Dunaje, blízko města Brza Palanka a hranic s Rumunskem.
Grabovica se rozkládá v lokalitě s názvem Dunavski ključ (meandr Dunaje na hranici Srbska a Rumunska jihovýchodně od Kladova). Potok, který vesnicí protéká, byl odveden do nedalekého kanálu.
Z národnostního hlediska je obyvatelstvo v drtivé většině srbské národnosti (přes 94 %). V roce 2022 zde žilo 450 obyvatel, nicméně vesnice se vylidňuje; roku 1991 čítala Grabovica přes 2000 osob.
Vesnice má minimální občanskou vybavenost, prochází tudy silnice č. 35, která kopíruje tok řeky Dunaje. Místní pravoslavný kostel je zasvěcen sv. Mikuláši (sv. Nikola).